# Battaglia di Playa Honda (1617)
La battaglia di Playa Honda, detta anche seconda battaglia di Playa Honda, si svolse dal 14 al 15 aprile del 1617 al largo della costa di Botolan, nel territorio della Capitaneria generale delle Filippine, nell'ambito della guerra degli ottant'anni. La battaglia di Playa Honda avvenne quando il comandante olandese Laurens Reael inviò sedici navi verso Manila per attaccare e catturare la città. Diverse navi olandesi, guidate da Joris van Spilbergen, si scontrarono con le navi spagnole dell'ammiraglio Juan Roquillo avendo la peggio.

## La battaglia
Per ordine di Jerónimo de Silva (governatore ad interim dopo la morte nell'aprile 1616 del governatore Juan de Silva) e di Andrés de Alcaraz (responsabile degli affari militari), una flotta spagnola composta da 7 galeoni e 3 galee al comando di Juan Ronquillo, partirono dal porto di Cavite nelle Filippine l'8 aprile. Cinque giorni dopo la flotta spagnola avvistò quella olandese, composta da 10 navi al comando di Joris van Spilbergen, al largo di Playa Honda, nella provincia di Zambales (regione di Luzon Centrale).
Nello scontro tra le due flotte, i galeoni spagnoli ebbero la meglio sugli olandesi; la Sole d'Olanda, la nave ammiraglia degli olandesi, ed altre due navi vennero affondate nel corso della battaglia.
Juan Manuel de la Vega, al comando del galeone spagnolo San Marcos, incagliò intenzionalmente la sua nave al largo della costa di Ilocos mentre era inseguito da due navi olandesi, incendiandola in seguito in modo che non cadesse nelle mani del nemico.